# Kumpusaari (ö i Norra Savolax, Norra Savolax, lat 63,37, long 27,21)
Kumpusaari är en ö i Finland. Den ligger i sjön Onkivesi och i kommunen Lapinlax i den ekonomiska regionen  Övre Savolax ekonomiska region  och landskapet Norra Savolax, i den centrala delen av landet, 400 km norr om huvudstaden Helsingfors. Öns area är 6,5 hektar och dess största längd är 490 meter i nord-sydlig riktning.